# Gornje Trebešinje
Gornje Trebešinje (Servisch cyrillisch Горње Требешиње) is een plaats in de Servische gemeente Vranje. De plaats telt 213 inwoners (2002).